# Повреда плућа
Повреда плућа (ПП), нагњечење или контузија плућа једна од механичких повреда плућног паренхима која доводи до настанка отока плућа (едема плућа) и накупљања крви у алвеоларним просторима, што има за последицу губитка нормалне структуре и функције плућа.
Повреде плућа најчешће настају дејством тупог механичког оруђа код око 20% пацијената са повредом тела. Морталитет се креће од 10 до 25% код укупног броја дијагностикованих плућних повреда, а чак 40-60% код повређених код којих је била неопходна примена механичке вентилације.
Компликације плућне контузије су настанак АРДС-а, ателектазе и запаљење плућа. Чак и код пацијената који преживе акутну повреду плућа, постоје докази да је њихов дугорочни квалитет живота негативно погођен.
Златни стандард у дијагностици повреда плућа је компјутеризована томографија (ЦТ) и то не само за откривање патолошког налази у паренхиму и простору плучћне марамице, већ и у средогруђу (медијастинуму) јер високо корелирали са клиничким и хируршким оперативним налазима. Иако класични радиографски снимак грудног коша остаје најчешћи метод прегледа и неопходан иницијални преглед код трауматизованих пацијената, са сумњом на повреду плућа, употреба компјутеризоване томографије расте, с обзиром да се може детектовати већи број повреда, како у грудном кошу, тако применом мултидетекторске компјутеризоване томографије и у других делова тела, посебно трбуху и малој карлици, што може бити од диференцијалнодијагностичког значаја код повреде плућа.

## Епидемиологија
Траума је трећи водећи узрок смрти у Сједињеним Америчким Државама и водећи узрок смрти код млађих од 40 година старости. Око 25% смрти узрокованих траумом узроковано је повређивањем грудног коша. Око 90% траума чине трауме задобијене у аутомобилским несрећама и падовима са висине. Према једној студији спроведеној у Србији код 220 болесника са траумомом грудног коша повреда плућног паренхима дијагностиковна је у 24,54% пацијената.
Савремено наоружање, које се све више употребљава у свету, карактеришу пројектили велике почетне брзине, огромне разорне моћи, а због дејства бласта и знатне деструкције ткива ударним таласом. Ратне повреде грудног коша чине приближно 10% укупног повређивања. Око 90% ових повреда су пенетрантно које су праћене лезијом интраторакалних органа и структура, а 10% су непенетрантне код којих су оштећена углавном мека ткива зида грудног коша. Једна трећина повређених има повреде паренхима плућа, чинећи доминантну категорију међу повређенима који стигну живи до етапе опште медицинске помоћи. Ова група повређених у највећем проценту бива успешно излечена након пружене хируршке помоћи и одговарајуће неге. Повреде грудног коша су у 15% случајева комбиноване са повредама трбуха, чинећи их много сложенијим и доводећи до двоструко веће смртности у односу на изоловане повреде. Код ратних повреда грудног коша, сем присуства стрелних повреда, треба рачунати и на могућност тупих повреда насталих при паду повређеног на месту где је погођен или када га одбаци снажна експлозија, а међу тим особама велики број је они са контузијом плућа.

## Механизам
Физички процеси иза плућне повреде слабо су схваћени. Међутим, познато је да се плућно ткиво може нагњечити када се зид грудног коша при удару савије према унутра. Предложена су још три могућа механизма: инерцијски ефекат, ефекат љуштења и ефекат имплозије.
| Механизам         | Карактеристике |
| ----------------- | --- |
| Инерцијски ефекат | У инерцијском ефекту, лакше алвеоларно ткиво се одваја од тежих хиларних структура, што је ефекат сличан дифузној повреди аксона код повреде главе. То је резултат чињенице да различита ткива имају различите густине, а самим тим и различите стопе убрзања или успоравања током дејства механичке силе. |
| Ефекат љуштења    | У ефекту љуштења, плућно ткиво пуца или се пресеца где се ударни талас сусрећу са плућним ткивом, на границама између гаса и течности. Алвеоларни зидови формирају такав интерфејс гас-течност са ваздухом у алвеолама. Ефекат љуштења се јавља у областима са великим разликама у густини (честице гушћег ткива се разбијају (бацају) у мање густе честице).                                                                 |
| Ефекат имплозије  | Настаје када талас притиска прође кроз ткиво које садржи мехуриће гаса:. У таквим ткивима мехурићи прво имплодирају, затим се одбију и шире се изван првобитне запремине. Ваздушни мехурићи изазивају много малих експлозија, које доводи до оштећења ткива и прекомерног ширење мехурића гаса које растеже и цепа алвеоле. Сматра се да се овај ефекат јавља микроскопски када се притисак у дисајним путевима нагло повећа. |

Нагњечење плућа се обично јавља на плућима директно испод места ударца, али, као и код трауматске повреде мозга, може доћи и до нагњечења на месту супротном од ударца. Ударац у предњи део грудног коша може изазвати нагњечење на задњем делу плућа јер ударни талас путује кроз грудни кош и погађа закривљени задњи део зида грудног коша и делује енергијом на задњи део плућа, концентришући је на одређени простор. Сличан механизам се може јавити и на предњем делу плућа када се задобије ударац по леђима).
Количина енергије која се преноси у плућа је у великој мери одређена еластичношћу (флексибилношћу) зида грудног коша.  Дечији грудни кош су флексибилнији јер су им ребра еластичнија и мање је окоштавање њихове међуребарне хрскавице. Због тога се њихови грудни зидови савијају, апсорбујући мање силе и преносе их више на органе који леже у позадини.  Кошчатији грудни кош одрасле особе апсорбује више саме силе уместо да је преноси. Тако деца обично добијају нагњечења плућа без прелома који их прекривају, док је код старијих људи већа вероватноћа да добију преломе него нагњечења.  Једна студија је открила да су плућне контузије биле праћене преломима у 62% случајева код деце и 80% код одраслих.

## Патофизиологија
Патогенеза повреда плућа  објашњава се истовременом повредом и васкуларног ендотела и алвеоларног епитела. Након ове, тупе повреда плућа, у првих 24 часа, развијају се патофизиолошке промене које резултују слабом изменом гасова, повећањем плућне васкуларне резистенције и смањењем плућне комплијансе.
Недавни напредак у разумевању патофизиологије идентификовао је неколико биолошких маркера који су повезани са лошијим клиничким исходима, а пре свега значајна инфламаторна реакција у плућима на поједине компоненте крви, која код 50-60% пацијената са озбиљним плућним повреда може развити билатерални акутни респираторни дистрес синдром (АРДС).

## Врсте повреда плућа
Акутне повреде плућног ткива  могу бити контузија или нагњечина и лацерација или дерање, кидање, цепање или раздеротина плућа.
Лацерација плућа, у којој је плућно ткиво поцепано или посечено, разликује се од контузије плућа по томе што прва укључује поремећај макроскопске архитектуре плућа, док друга то није.
Када се раздеротине пуне крвљу, резултат је плућни хематом, накупина крви у плућном ткиву.
Контузија укључује крварење у алвеолама (мале врећице испуњене ваздухом одговорне за апсорпцију кисеоника), али хематом је дискретни угрушак крви који није прошаран плућним ткивом.
До колапса плућа може доћи када се у плеуралној шупљини (простор изван плућа) акумулира крв (хемоторакс) или ваздух (пнеумоторакс) или обоје (хемопнеумоторакс). Ова стања инхерентно не укључују оштећење самог плућног ткива, али могу бити повезана са њим. 
Повреде зида грудног коша се такође разликују од повреда плућа, али могу бити повезане са њима. Повреде зида грудног коша укључују преломе ребара и нагњечења грудног коша, у којима је више ребара сломљено тако да се сегмент грудног коша одваја од остатка зида грудног коша и креће се независно.

## Клиничка слика
Клиничка слика може бити суптилна, јер са благим нагњечењем плућа повређени можда уопште неће имати симптоме.  Међутим то може да нас завара јер знацима и симптомима је потребно извесно време да се развију, и зато је чак половина таквих случајева асимптоматска на почетној презентацији.  Што је повреда тежа, симптоми брже постају очигледнији. У тешким случајевима, симптоми се могу јавити чак три или четири сата након трауме.
Код тежих и тешких повреда плућа врло брзо се развијају знаци  (објективне индикације) и симптоми (субјективна стања), укључујући на следеће знаке и симптоме који указују на саму повреду плућа и/или пратеће повреде: 
- Пошто је размена гасова поремећена, знаци ниске засићености крви кисеоником, као што су ниске концентрације кисеоника у гасовима артеријске крви и цијаноза (плавкаста боја коже и слузокоже) су обично повезани.[1]
- Хипоксемија (ниска концентрација кисеоника у артеријској крви) се обично прогресивно погоршава током 24-48 сати након повреде.[34]

- Често се примећује диспнеја (болно дисање или отежано дисање),[1]  а толеранција на вежбање може бити смањена.[35]

- Убрзо дисање и убрзан рад срца су често присутни знаци.[33]

- Код тежих повреда, звуци дисања који се чују кроз стетоскоп могу бити смањени, или могу бити присутни хропци (ненормалан звук пуцкетања у грудима који прати дисање).[1]

- Пацијенти са тешким повреда могу имати бронхореју (производњу воденог спутума).[36]
- Пиштање и кашаљ су други знаци.[37] Искашљавање крви или крвавог спутума је присутно у до половине случајева.[37]

- Срчани минутни волумен (волумен крви коју пумпа срце) може бити смањен,[35] а хипотензија (низак крвни притисак) је често присутна.[1]
- Подручје зида грудног коша у близини нагњечења може бити болно осетљиво[24]  или болно због удружених повреде зида грудног коша.

Генерално, контузија плућа има тенденцију да се полако погоршава током неколико дана, али такође може изазвати брзо погоршање или смрт ако се не лечи.

## Дијагноза
Дијагноза повреда плућа поставља се на основу анамнезе, физичког прегледа и дијагностичких (пре свега радиолошких) тестова.

### Анамнеза и физички преглед
Како се повреда плућа ретко дијагностикује физичким прегледом, важну улогу има анамнеза, на основу које се о механизму повреде може наслутити и тупа повреда грудног коша.
На физичким прегледу могу бити присутни и очигледни знаци трауме грудног зида као што су контузије (нагњечења), преломи ребара или грудни капак, који сугеришу на могуће постојање пратеће плућне контузије.
Аускултацијом се може установити постојање дисајних пукота, али се исти тешко или ретко чују при условима који владају на терену или у ургентном центру и нису специфични.
Тешка билатерална плућна контузија може се одмах манифестовати знацима хипоксије, мада хипоксија најчешће настаје током постепеног развоја последица контузије плућа или као резултат последичног АРДС-а.

### Радиографска испитивања
Радиолошки протокол код болесника са повредом грудног коша, суспектном на контузију плућа, започиње класичном радиографијом грудног коша у положају супинације. На овај начин контузија плућа се може открити и индиректно брзим дијагностиковањем прелома ребара, као и већих пнеумоторакса и хемоторакса. Друга стања, као што су мали пнеумоторакс, лацерације плућа, траума аорте, трахеобронхијалне повреде, руптуре пречаге и повреде грудне кичме захтевају даљу дијагностику компјутеризованом томографијом.
Нативна радиографија грудног коша једна је од првих сликовних метода којом се код теже плућне контузије на стандардној радиографији грудног коша могу уочити знаци промена на плућима. Ипак, грудна радиографија ће често потценити величину контузије јер има тенденцију да заостаје за клиничком сликом. Зато се стварна раширеност повреде на стандардној радиографији грудног коша може уочити тек након 24-48 часова од повреде.
Компјутеризована томографија грудног коша (ЦТ) је врло сензитивна метода за идентификацији контузије плућа која омогућава диференцијацију између подручја ателектазе или аспирације, као и тродимензионалну процену и израчунавање величине контузија.
Ипак, већина контузија које су видљиве само на ЦТ скеновима нису клинички релевантне, у смислу да нису довољно велике и простране да наруше размену гасова и не погоршавају крајњи исход. Без обзира на наведено, ЦТ ће тачно и прецизно приказати раширеност плућне повреде, поготову у присуству плућне контузије.

## Терапија
Терапија контузије плућа је практично само супортивна због тога што се плућне контузије повлаче саме по себи, па већина контузија неће захтевати било какву специфичну терапију. Међутим, како обимне контузије могу негативно утицати на размену гасова може се јавити хипоксемија, што захтева додатне мере лечења.
Пошто патофизиолошки развој негативног утицаја контузија има тенденцију да се развија током наредних 24-48 часова након трауме, неопходан је савестан и редован мониторинг као и одговарајућа додатна примена кисеоника у терапији.
Многи пацијената са тежом контузијом плућа, због обимних повреда грудног зида, реагују јаким болом који их онеспособљава да добро вентилирају плућа, и искашљавањем чисте трахеобронхијално стабло од накупљајућег секрета. У том циљу код повреда грудног коша обавезна је примена адекватне аналгезије.
Ако постоје потешкоће у оксигенација или вентилацији може бити неопходна трахеални интубација и механичка вентилација. Обично, вентилаторна подршка може бити прекинута онога момента када је дошло до повлачења контузионих жаришта без обзира на врсте повреда зида грудног коша.
Класично лечење плућне контузије укључује и рестрикцију уноса течности. Ипак, док ће релативни ексцес течности и плућни едем повећати респираторну инсуфицијенцију, супротна консеквенца недовољног ординирања течности - хиповолемија је много тежа и дуготрајнија. Пролонгиране епизоде хипоперфузије код трауматизованог пацијента ће резултовати инфламаторном активацијом акутним оштећењем плућа што може имати за последицу настанак АРДС-а и мултипле органске инсуфицијенције, па би циљ третмана пацијената са плућном контузијом требало да буде постизање еуволемије.

## Компликације
Директна плућна траума, алвеоларна хипоксија као и крв у алвеоларним просторима главни су активатори инфламаторних процеса који настају као последица акутне повреде плућа. Иако се плућна контузиона жаришта обично повлаче сама по себи након 3-5 дана, под условом, да се не појаве неки од секундарних инзулта, могуће су и следеће компликације плућне контузије:
Акутни респираторни дистрес синдром (АРДС)
Акутни респираторни дистрес синдром, односно акутни плућни едем, јавља се у 50% пацијената са контузијом плућа, а чак у 80% случајева код пацијената са плућном контузијом која захвата преко 20% плућног волумена.
Запаљење плућа
Запаљење плућа је честа компликације плућне контузије. Наиме крв која је присутна у алвеоларним просторима ствара изванредну средину за раст и размножавање бактерија. Чишћење секрета у едематозним плућима код плућне контузије, је смањено при чему истовремено постоји и појачано стварање секрета. Добра трахеобронхијална тоалета и плућна нега су основни терапијски предуслов за минимизирање инциденце настанка пнеумоније у овој врло осетљивој групи трауматизованих особа.